# Eli Hårdnes
Eli Hårdnes (1961) è un'ex sciatrice alpina norvegese.

## Biografia
Specialista delle prove tecniche, ai Campionati norvegesi la Hårdnes vinse la medaglia d'oro nello slalom gigante e nella combinata nel 1982 e nello slalom speciale nel 1983; non prese parte a rassegne olimpiche né ottenne piazzamenti in Coppa del Mondo o ai Campionati mondiali.

## Palmarès

### Campionati norvegesi
- 11 medaglie[senza fonte] (dati parziali fino alla stagione 1980-1981):
  - 3 ori (slalom gigante, combinata nel 1982; slalom speciale nel 1983)[1]
  - 5 argenti (slalom speciale nel 1981; discesa libera nel 1982; slalom speciale nel 1985; slalom gigante nel 1987; slalom speciale nel 1988)
  -  3 bronzi (slalom speciale nel 1982; slalom gigante nel 1984; slalom gigante nel 1986)[senza fonte]